# Atletica leggera ai Giochi della XX Olimpiade - Getto del peso maschile

Video della Finale

Il getto del peso ha fatto parte del programma maschile di atletica leggera ai Giochi della XX Olimpiade. La competizione si è svolta nei giorni 8 e 9 settembre 1972 allo Stadio olimpico di Monaco.

## Presenze ed assenze dei campioni in carica
| Competizione      | Atleta             | Prestazione | Monaco 1972  |
| ----------------- | ------------------ | ----------- | ------------ |
| Olimpiadi 1968    | Randy Matson       | 20,54 m     | 4° ai Trials |
| Commonwealth 1970 | Dave Steen         | 19,21 m     | Assente      |
| Asiatici 1970     | Joginder Singh     | 17,09 m     | Non qual.    |
| Panamericani 1971 | Al Feuerbach       | 19,76 m     | Presente     |
| Europei 1971      | Hartmut Briesenick | 21,08 m     | Presente     |

1. ↑  L'americano è anche primatista mondiale con 21,78 m, stabilito nel 1967.

Il vincitore dei Trials USA è George Woods con 21,37 m.

## Risultati

### Turno eliminatorio
Qualificazione19,00 m
Ben 18 atleti ottengono la misura richiesta. 

La miglior prestazione appartiene a Władysław Komar (Pol) con 20,60 m.
| Pos. | Atleta                   | Nazione          | Prove | Prove | Prove | Misura | Note |
| Pos. | Atleta                   | Nazione          | 1ª    | 2ª    | 3ª    | Misura | Note |
| ---- | ------------------------ | ---------------- | ----- | ----- | ----- | ------ | ---- |
| 1    | Władysław Komar          | Polonia          | 20,60 | -     | -     | 20,60  | Q    |
| 2    | George Woods             | Stati Uniti      | 19,96 | -     | -     | 19,96  | Q    |
| 3    | Al Feuerbach             | Stati Uniti      | 19,94 | -     | -     | 19,94  | Q    |
| 4    | Yves Brouzet             | Francia          | 19,87 | -     | -     | 19,87  | Q    |
| 5    | Jaroslav Brabec          | Cecoslovacchia   | 19,82 | -     | -     | 19,82  | Q    |
| 6    | Seppo Simola             | Finlandia        | 19,49 | -     | -     | 19,49  | Q    |
| 7    | Ralf Reichenbach         | Germania Ovest   | 19,14 | -     | -     | 19,14  | Q    |
| 8    | Hans-Peter Gies          | Germania Est     | 19,06 | -     | -     | 19,06  | Q    |
| 9    | Heinz-Joachim Rothenburg | Germania Est     | 19,03 | -     | -     | 19,03  | Q    |
| 10   | Aleksandr Baryshnikov    | Unione Sovietica | 18,45 | 18,41 | 18,65 | 18,65  |      |
| 11   | Loukas Louka             | Grecia           | 17,47 | 17,48 | n     | 17,48  |      |
| 12   | Jugraj Singh             | India            | n     | 17,15 | 16,69 | 17,15  |      |
| 13   | Christopher Okonkwo      | Nigeria          | 14,98 | n     | 16,51 | 16,51  |      |
| 14   | Hussein Al-Taib Maki     | Arabia Saudita   | n     | 11,57 | 10,77 | 11,57  |      |

| Pos. | Atleta               | Nazione          | Prove | Prove | Prove | Misura | Note |
| Pos. | Atleta               | Nazione          | 1ª    | 2ª    | 3ª    | Misura | Note |
| ---- | -------------------- | ---------------- | ----- | ----- | ----- | ------ | ---- |
| 1    | Hartmut Briesenick   | Germania Est     | 20,38 | -     | -     | 20,38  | Q    |
| 2    | Heinfried Birlenbach | Germania Ovest   | 20,10 | -     | -     | 20,10  | Q    |
| 3    | Brian Oldfield       | Stati Uniti      | 19,95 | -     | -     | 19,95  | Q    |
| 4    | Vilmos Varjú         | Ungheria         | 19,94 | -     | -     | 19,94  | Q    |
| 5    | Jaromír Vlk          | Cecoslovacchia   | n     | 18,20 | 19,61 | 19,61  | Q    |
| 6    | Lahcen Samsam Akka   | Marocco          | 18,98 | 19,36 | -     | 19,36  | Q    |
| 7    | Rimantas Plungė      | Unione Sovietica | 18,97 | 19,18 | -     | 19,18  | Q    |
| 8    | Bruce Pirnie         | Canada           | 19,18 | -     | -     | 19,18  | Q    |
| 9    | Traugott Glöckler    | Germania Ovest   | 18,15 | 19,11 | -     | 19,11  | Q    |
| 10   | Ivan Ivančić         | Jugoslavia       | 18,80 | 18,95 | n     | 18,95  |      |
| 11   | Geoff Capes          | Gran Bretagna    | 18,94 | 18,72 | 18,79 | 18,94  |      |
| 12   | Arnjolt Beer         | Francia          | 18,55 | 18,74 | 18,21 | 18,74  |      |
| 13   | Leslie Roy Mills     | Nuova Zelanda    | 17,61 | 18,38 | n     | 18,38  |      |
| 14   | Bo Grahn             | Finlandia        | n     | n     | 18,20 | 18,20  |      |
| 15   | Phil Conway          | Irlanda          | 16,16 | 15,76 | 16,69 | 16,69  |      |

### Finale
Al primo turno di lanci due atleti sono già andati oltre il record olimpico: Komar (21,18) e il tedesco est Gies (21,14). Gies fa altri due lanci consecutivi sulla fettuccia dei 21 metri, Komar invece non si ripete. Al quarto turno l'americano Woods fa atterrare il peso sulla paletta che segnala la misura di Komar, ma i giudici gli accreditano un centimetro in meno; anche il tedesco est Briesenick supera Gies. Negli ultimi due turni le posizioni rimangono immutate.
| Pos.    | Atleta                   | Età | Nazione          | Prove | Prove | Prove | Prove                       | Prove                       | Prove                       | Misura | Note            |
| Pos.    | Atleta                   | Età | Nazione          | 1ª    | 2ª    | 3ª    | 4ª                          | 5ª                          | 6ª                          | Misura | Note            |
| ------- | ------------------------ | --- | ---------------- | ----- | ----- | ----- | --------------------------- | --------------------------- | --------------------------- | ------ | --------------- |
| Oro     | Władysław Komar          | 32  | Polonia          | 21,18 | n     | 20,55 | 20,74                       | 20,80                       | n                           | 21,18  | Record olimpico |
| Argento | George Woods             | 29  | Stati Uniti      | 20,55 | 20,17 | 20,71 | 21,17                       | 20,88                       | 21,05                       | 21,17  |                 |
| Bronzo  | Hartmut Briesenick       | 23  | Germania Est     | 20,97 | 20,91 | 21,02 | 21,14                       | 20,61                       | 20,54                       | 21,14  |                 |
| 4       | Hans-Peter Gies          | 25  | Germania Est     | 21,14 | 21,00 | 21,01 | 20,62                       | n                           | n                           | 21,14  |                 |
| 5       | Al Feuerbach             | 24  | Stati Uniti      | 20,90 | 20,29 | n     | 20,86                       | 21,01                       | 20,28                       | 21,01  |                 |
| 6       | Brian Oldfield           | 27  | Stati Uniti      | 20,85 | 20,60 | 20,87 | 20,54                       | 20,91                       | 20,13                       | 20,91  |                 |
| 7       | Heinfried Birlenbach     | 31  | Germania Ovest   | 20,37 | n     | n     | 19,89                       | n                           | 20,13                       | 20,37  |                 |
| 8       | Vilmos Varjú             | 35  | Ungheria         | 20,10 | n     | n     | n                           | 19,67                       | 19,65                       | 20,10  |                 |
| 9       | Jaromír Vlk              | 23  | Cecoslovacchia   | 19,66 | 20,09 | n     | Non ammessi ai lanci finali | Non ammessi ai lanci finali | Non ammessi ai lanci finali | 20,09  |                 |
| 10      | Jaroslav Brabec          | 23  | Cecoslovacchia   | 19,61 | 19,86 | 19,60 | Non ammessi ai lanci finali | Non ammessi ai lanci finali | Non ammessi ai lanci finali | 19,86  |                 |
| 11      | Heinz-Joachim Rothenburg | 28  | Germania Est     | 19,74 | n     | n     | Non ammessi ai lanci finali | Non ammessi ai lanci finali | Non ammessi ai lanci finali | 19,74  |                 |
| 12      | Yves Brouzet             | 23  | Francia          | 19,42 | 19,61 | 19,49 | Non ammessi ai lanci finali | Non ammessi ai lanci finali | Non ammessi ai lanci finali | 19,61  |                 |
| 13      | Ralf Reichenbach         | 22  | Germania Ovest   | 19,48 | n     | n     | Non ammessi ai lanci finali | Non ammessi ai lanci finali | Non ammessi ai lanci finali | 19,48  |                 |
| 14      | Rimantas Plungė          | 28  | Unione Sovietica | 19,30 | n     | n     | Non ammessi ai lanci finali | Non ammessi ai lanci finali | Non ammessi ai lanci finali | 19,30  |                 |
| 15      | Lahcen Samsam Akka       | 30  | Marocco          | 19,11 | n     | n     | Non ammessi ai lanci finali | Non ammessi ai lanci finali | Non ammessi ai lanci finali | 19,11  |                 |
| 16      | Seppo Simola             | 36  | Finlandia        | 18,91 | 19,06 | n     | Non ammessi ai lanci finali | Non ammessi ai lanci finali | Non ammessi ai lanci finali | 19,06  |                 |
| 17      | Bruce Pirnie             | 29  | Canada           | 18,90 | n     | n     | Non ammessi ai lanci finali | Non ammessi ai lanci finali | Non ammessi ai lanci finali | 18,90  |                 |
| 18      | Traugott Glöckler        | 28  | Germania Ovest   | 18,85 | 18,47 | n     | Non ammessi ai lanci finali | Non ammessi ai lanci finali | Non ammessi ai lanci finali | 18,85  |                 |